# دایرةالمعارف‌نویسان
دایرةالمعارف‌نویسان (به فرانسوی: Encyclopédistes، به انگلیسی: Encyclopaedists) اعضای «انجمن کلمات»، یک انجمن نویسندگان فرانسوی بودند که با سردبیری دنی دیدرو و ژان لو رون دالامبر از ژوئن ۱۷۵۱ تا دسامبر ۱۷۶۵ در نوشتن آنسیکلوپدی مشارکت کردند.

## تاریخچه
نوشتن ۱۷ جلد متن و ۱۱ جلد تایپوگرافی آنسیکلوپدی حاصل کار بیش از ۱۵۰ مؤلف بود که عمدتاً به گروه فکری معروف به فیلسوف‌ها تعلق داشتند. آن‌ها مبلغ علم و تفکر سکولار بودند از رواداری، خردگرایی و روشن‌فکری عصر روشنگری حمایت می‌کردند.
بیشتر از صد نفر از دایرةالمعارف‌نویسان شناخته شده‌اند. آن‌ها یک گروه متحد نبودند و به یک ایدئولوژی یا طبقهٔ اجتماعی واحد تعلق نداشتند. در پایین لیست برخی از مشارکت‌کنندگان آمده‌است.

## برخی از دایرةالمعارف‌نویسان و تعداد مقالات‌شان
- ۳۷۸۷۰ - بدون امضا یا مشخص‌نشده
- ۱۷۲۸۸ - شوالیه لویی دو ژوکور
- ۵۳۹۴ - دنی دیدرو
- ۴۲۶۸ - آنتوان باوشر
- ۱۹۲۵ - ادم فرانسوا مالت
- ۱۳۰۹ - ژان لو رون دالامبر
- ۹۹۴ - ژاک نیکولاس بلین
- ۷۲۰ - گیلوم لی بلاند
- ۷۰۷ - گبریل فرانسوا ونل
- ۶۹۳ - لویس جان ماری دابنتون
- ۵۴۱ - آنتوان-جوزف دزلیر دارژنویل
- ۴۸۲ - ژاک فرانسوا بلوندل
- ۴۴۹ - آنتوان لوییس
- ۴۲۸ - مارک انتوئین ایدوس
- ۴۱۴ - بارون دولباخ
- ۳۸۸ - فرانسوا وینسنت توسینت
- ۳۴۴ - ژان ژاک روسو
- ۳۳۷ - پیر تارین
- ۲۲۷ - کلود بورجلا
- ۲۱۴ - ژان باپتیست دو لا چپل
- ۱۹۹ - اربین دو وندنیز